# Wankendorf
Wankendorf est une commune allemande du Schleswig-Holstein, située dans l'arrondissement de Plön, entre les villes de Neumünster et Plön. Wankendorf est le chef-lieu de l'Amt Bokhorst-Wankendorf qui regroupe huit communes du sud-ouest de l'arrondissement.

## Personnalités liées à la ville
- Hermann Riecken (1901-1985), homme politique né à Wankendorf.